# Audi Q6 e-tron
Pour les articles homonymes, voir Audi e-tron (homonymie).
L'Audi Q6 e-tron est un SUV compact électrique du constructeur automobile allemand Audi produit à partir de 2023 et commercialisé à partir de février 2024. Elle est le troisième modèle électrique du constructeur aux anneaux après les Q8 e-tron (2019) et Q4 e-tron (2021).

## Présentation

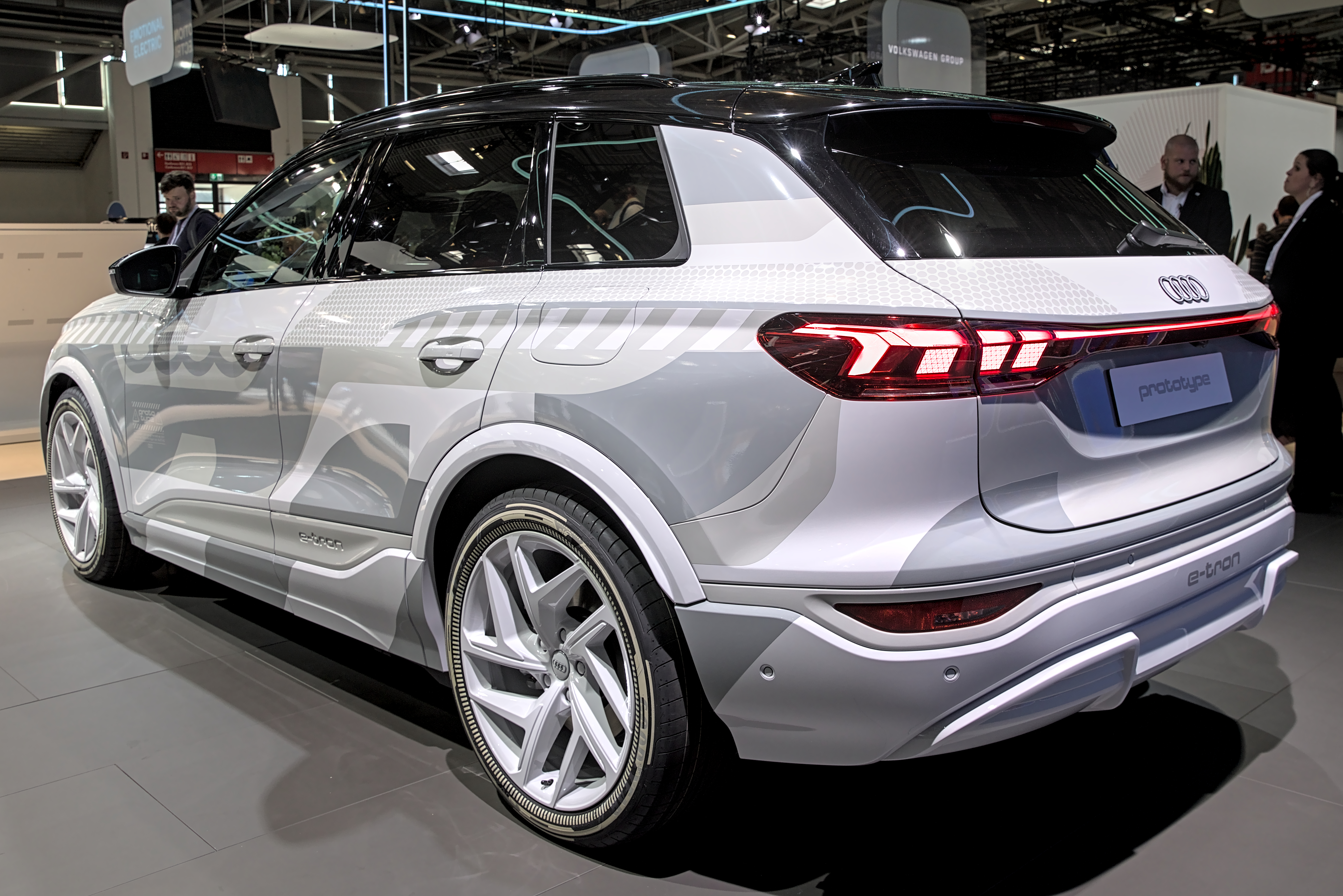
Vue de l'arrière.

L'Audi Q6 e-tron est présentée le 4 septembre 2023 au salon de l'automobile de Munich dans une version proche de la série (show car) avant sa présentation officielle le 18 mars 2024 et sa commercialisation dans la foulée.

## Caractéristiques techniques
La Q6 e-tron repose sur la plateforme technique Premium Platform Electric (PPE) commune avec le constructeur Porsche, dont bénéficie son cousin le Macan de seconde génération.
Le SUV est doté d'un frunk (coffre avant) de 64 litres.

### Motorisations
La Q6-etron est dotée d'une batterie Li-NMC (Lithium-ion Nickel-Manganèse-Cobalt) d'une capacité de 100 kWh, assemblée en interne à partir de cellules chinoises fournies par le chinois Contemporary Amperex Technology (CATL).
| Logo de Audi                              | Audi Q6 e-tron,                              | Audi Q6 e-tron,                              | Audi Q6 e-tron,                              |
| Logo de Audi                              | Q6 e-tron performance                        | Q6 e-tron quattro                            | SQ6 e-tron                                   |
| ----------------------------------------- | -------------------------------------------- | -------------------------------------------- | -------------------------------------------- |
| Puissance maximale ch (kW)                | 306 (225)                                    | 388 (285)                                    | 517 (380)                                    |
| Couple maximal (N m)                      |                                              |                                              |                                              |
| Vitesse maximale (km/h)                   |                                              | 210                                          | 230                                          |
| 0-100 km/h (s)                            |                                              | 5,9                                          | 4,3                                          |
| Transmission                              | Propulsion                                   | Intégrale                                    | Intégrale                                    |
| Masse à vide (kg)                         |                                              | 2400                                         | 2425                                         |
| Batterie                                  |                                              |                                              |                                              |
| Type                                      | Lithium-ion Nickel-Manganèse-Cobalt (Li-NMC) | Lithium-ion Nickel-Manganèse-Cobalt (Li-NMC) | Lithium-ion Nickel-Manganèse-Cobalt (Li-NMC) |
| Capacité brute (kWh)                      | 100                                          | 100                                          | 100                                          |
| Capacité utile (kWh)                      | 94,9                                         | 94,9                                         | 94,9                                         |
| Autonomie (WLTP) (km)                     | 639                                          | 625                                          | 598                                          |
| Poids (kg)                                | 570                                          | 570                                          | 570                                          |
| Tension nominale (V)                      | 800                                          | 800                                          | 800                                          |
| Puissance maximale de charge              |                                              |                                              |                                              |
| en courant alternatif monophasé (AC) (kW) | 7,4                                          | 7,4                                          | 7,4                                          |
| en courant alternatif triphasé (AC) (kW)  | 11                                           | 11                                           | 11                                           |
| en courant continu (DC) (kW)              | 270                                          | 270                                          | 270                                          |
| Temps de recharge                         |                                              |                                              |                                              |
| sur une prise domestique                  |                                              |                                              |                                              |
| sur une Wallbox 3,7 kW (AC)               |                                              |                                              |                                              |
| sur une Wallbox 11 kW (AC)                | 9 heures                                     | 9 heures                                     | 9 heures                                     |
| sur une borne 22 kW (DC)                  |                                              |                                              |                                              |
| sur une borne 270 kW (DC)                 | 21 minutes (10 à 80 %)                       | 21 minutes (10 à 80 %)                       | 21 minutes (10 à 80 %)                       |

## Finitions
- Design
- S Line
- SQ6